# Боклевский, Глеб Алексеевич
Боклевский Глеб Алексеевич (27 августа 1891, Александровск, Екатеринославская губерния, Российская империя — 16 июля 1942, Иерусалим, Палестина) — офицер российского и британского флота, участник Первой мировой, Гражданской и Второй мировой войн, поэт. Похоронен на Масличной горе в Иерусалиме.

## Биография
Родился 27 августа 1891 года в Александровске Екатеринославской губернии в семье потомственного дворянина инженера-механика Алексея Петровича Боклевского и его жены Марии Алексеевны, учительницы французского языка в гимназии. Дед Глеба Алексеевича — Петр Михайлович Боклевский  известный русский художник автор знаменитых иллюстраций к «Мертвым душам» Н.В. Гоголя. Родные дяди — Константин Петрович Боклевский — профессор, ученый-кораблестроитель, основатель и бессменный декан (на протяжении 26 лет) Кораблестроительного факультета Петербургского политехнического института и Павел Петрович Боклевский — тайный советник, главный начальник Уральских горных заводов.
В 1912 году Г.А. Боклевский окончил Александровское городское Коммерческое училище имени статс-секретаря графа С.Ю. Витте. В тот же год поступил на экономическое отделение Санкт-Петербургского политехнического института Императора Петра Великого.
После начала Первой мировой войны студент третьего курса Глеб Боклевский пишет на имя директора института прошение: «Поступая охотником во флот, честь имею просить Ваше Превосходительство о временном, впредь до окончания войны, отчислить меня из института». Окончил мореходную школу в Петрограде, получил звание гардемарина. Во время Первой мировой войны служил на Балтийском флоте, устанавливал минные заграждения на заградителе "Великий Князь Алексий". Взрывом снаряда был контужен и оглох на одно ухо — таким он и остался на всю жизнь.
К Октябрьской революции сначала отнесся нейтрально — добрался до Севастополя, работал на судоремонтном заводе. Но после получения приказа Ленина о затоплении Черноморского флота Глеб Боклевский вступил в Добровольческую армию. Воевал в стрелковой роте в составе Черноморского флотского экипажа. Получил звание старшего гардемарина, потом — подпоручика. Затем принимал участие в боевых действиях в составе Белого флота в качестве заместителя командира корабля. После поражения Белого движения эвакуировался в Турцию, оттуда — в Палестину.
Как было принято у переселенцев в Палестину, русский дворянин Глеб Боклевский взял новое имя — Арье Боевский, но всю жизнь оставался православным человеком. Брался за самую тяжелую работу: работал в каменоломнях, на строительстве дорог и мелиорации. В 1925 году вместе с несколькими единомышленниками создал т.н. Морской союз, а несколько позднее — рыболовецкую артель с небольшой парусно-моторной шхуной. Боевский обратился в британскую администрацию с просьбой о создании первой в Палестине мореходной школы для подготовки профессиональных моряков. Школа была создана, получила название Звулун. Боевский становится в ней одним из преподавателей и инструкторов. Под его руководством была построена четырехмачтовая шхуна Сара Алеф, на которой ученики школы совершали довольно дальние переходы. Выпускники этой школы в дальнейшем стали основой израильского торгового и военно-морского флота. Кроме того, Арье Боевский стал инициатором строительства нового Тель-Авивского порта. Он определил точное место нового порта и принимал активное участие в его строительстве.
В 1924 году Арье Боевский женился на приехавшей в Палестину из СССР киевлянке Фейге Подольской. В 1925 году у них родилась дочка. В конце двадцатых годов администрация Палестины заподозрила часть переселенцев из СССР в подпольной деятельности, в том числе и террористической, против британских властей. Среди подозреваемых оказалась и семья Боевских. В 1930-м году Фейга Боевская с 5-ти летней дочкой в составе группы выходцев из России были депортированы в Советский Союз. На самого Боевского, как белоэмигранта, это решение не распространялось. Понимая, что больше никогда не увидит свою горячо любимую дочку, Арье Боевский написал своё самое известное, проникновенное стихотворение

Дочка, пичужка моя, сероглазая!
Издали прощебечи:
Кто тебе будет сказки рассказывать,
Песням будет учить?
...Время летит теперь лошадью шалою,
Счета не ведая дням...
- Доченька, дочка! Пичужка малая,
Ты позабудешь меня!..

К этому времени Арье Боевский стал знаменит и в богемных кругах Палестины, благодаря своим стихам и литературным произведениям, публиковавшимся в местных газетах. Писал он исключительно на русском языке, а переводил его произведения на иврит знаменитый палестинский поэт, также выходец из России, Александр Пэнн. Его стихи были известны и в европейских кругах русской эмиграции. Неоднократно Боевский получал предложения из Парижа стать корреспондентом русских эмигрантских газет в Палестине и о публикации своих стихов. Но литературная работа его совсем не прельщала.
После начала Второй мировой войны Арье Боевский (Глеб Боклевский), несмотря на возраст, записался добровольцем в британский флот. Совершил несколько боевых выходов. Во время одного из таких походов в 1942 году простудился и заболел воспалением  лёгких. Спасти его не удалось. Он умер 16 июля 1942 года.
Похоронен в Иерусалиме на Масличной горе.